# Mona Bone Jakon
Mona Bone Jakon è il terzo album del cantautore Cat Stevens, pubblicato nel 1970 dalla A&M.

## Il disco
L'album avrebbe dovuto intitolarsi: The Dustbin Cried the Day the Dustman Died («Il bidone della spazzatura pianse il giorno che lo spazzino morì», da cui l'illustrazione di copertina, realizzata dallo stesso Stevens), ma successivamente rititolato per esigenze discografiche. Mona Bone Jakon è un soprannome che Stevens dava al suo pene.
Questo album rappresenta il ritorno sulle scene di Stevens dopo un periodo di ricovero dovuto alla tubercolosi e lo fa conoscere al pubblico internazionale. I singoli più rappresentativi sono Lady D'Arbanville, dedicata all'attrice Patti D'Arbanville, ex fidanzata di Stevens, Trouble e Katmandu, nel quale compare l'allora sconosciuto Peter Gabriel al flauto.

## Tracce
Testi e musiche di Cat Stevens.
Lato A
1. Lady D'Arbanville – 3:40
2. Maybe You're Right – 3:20
3. Pop Star – 4:10
4. I Think I See the Light – 4:00
5. Trouble – 2:50

Lato B
1. Mona Bone Jakon – 1:38
2. I Wish, I Wish – 3:45
3. Katmandu – 3:17
4. Time – 1:26
5. Fill My Eyes – 2:58
6. Lilywhite – 3:40

## Musicisti
- Cat Stevens – chitarra, tastiere, voce
- Alun Davies – chitarra
- John Ryan – basso
- Harvey Burns – batteria, percussioni
- Nicky Hopkins – tastiere
- Del Newman – arrangiamento e direzione archi
- Peter Gabriel – flauto (traccia: 8)